# Kane Douglas
Kane P. Douglas (Clarence Valley, 1º giugno 1989) è un rugbista a 15 australiano, dal 2018 seconda linea del Bordeaux Bègles in Top 14.

## Biografia
Entrato nelle giovanili degli Waratahs a 17 anni, compì tutta la trafila fino alla prima squadra, nella quale esordì nel corso del Super 14 2010.
A settembre 2012 giunse l'esordio internazionale con la maglia dell'Australia in un incontro di Championship contro l'Argentina.
Durante il Super Rugby 2014 Douglas annunciò di avere firmato un contratto con la franchise irlandese di Leinster a partire dalla stagione di Pro12 2014-15, pur sapendo che il trasferimento lo avrebbe escluso dalla Nazionale in vista della Coppa del Mondo di rugby 2015; prima di lasciare gli Waratahs, comunque, contribuì alla loro vittoria nel Super Rugby, la prima assoluta per il club di Sydney.
Ad aprile 2015 una modifica nelle norme federali dell'organismo di governo del rugby australiano permise ai giocatori con più di 60 presenze in Nazionale o con almeno 7 anni di attività professionistica in patria di essere selezionati anche se militanti all'estero; per effetto di tale nuova normativa Douglas, nel frattempo firmatario di un contratto triennale con i Reds, franchise di Brisbane in Super Rugby, a partire dal 2016 divenne di nuovo idoneo alla chiamata negli Wallabies e fu presente alla Coppa del Mondo di rugby 2015 in cui l'Australia giunse fino alla finale, poi persa contro i rivali della Nuova Zelanda.

## Palmarès
- Super Rugby: 1
Waratahs: 2014